# レシガロ族
レシガロ族（レシガロぞく、Resígaro）とは、ペルー北東部のコロンビアとの国境部の民族または部族である。固有の言語でレシガロ族を指す言葉は daápemiínúまたは daápemiíɯである。

## 歴史
レシガロ族が "Ricigaros" として記録に初めて現れたのは1912年のことであり、アンドケ族やボラ族と同じくウィトト族を共通の祖先としながらも、既に当時の段階でそのいずれとも異なる言語を話していたと報告されている（Casement 1912:269–270）。レシガロ族はボラ族やオカイナ族の他、ムイナネ語やウィトト語、ノヌヤ語といったウィトト系言語を話す集団やアンドケ族と共に共通する文化を持つ多言語複合体「ピープル・オブ・ザ・センター」（英: "People of the Center"、Echeverri (1997)）の一員として、元々はコロンビア南東部のカケタ川とプトゥマヨ川とに挟まれた地帯で生活を送ってきた。「ピープル・オブ・ザ・センター」を構成する部族は搗いたコカや液状のタバコを儀礼的に使用する点や、祭典や歌の形式、神話に登場する文化英雄などに共通点を見出すことができる。レシガロ族と他の部族との間の通婚や多言語の併用は、とりわけボラ族との間で盛んに行われた。
しかし19世紀後半になるとペルーのゴム会社であるカーサ・アラーナ社（Casa Arana）がこれらの部族の地に侵入するようになり、やがて諸部族をゴム採集のための労働力として酷使するようになり、人口の激減や文化の破壊が起こった。プトゥマヨ川地域に赴いた軍人であるトーマス・ウィッフェンは、白人の圧力に屈してゴム労働に協力した自身の部族に対して、これ以上事態が悪化することを避けるべく戦を仕掛け、白人・先住民の双方から恐れられた「レシゲロ」（Resigero）の首長も存在したことを伝えている。ウィッフェンはまた「レシゲロ」について、「ボロ」と同様に明るい色の肌をしていて唇が細く、砂で体をこすって洗う風習があるとし、更にレシゲロが「ボロ」やアンドケと共に「議論の余地もなく人喰いである」とも記している。
1930年代初頭にコロンビア政府がプトゥマヨ川以北を開拓し、カーサ・アラーナ社は自社の労働力であるレシガロ族を、ウィトト族やオカイナ族、ボラ族などの民族と共にペルー領のプトゥマヨ川以南に移した。Crevels (2007) においてはレシガロという集団はボラ族やオカイナ族の共同体の中に既に溶け込んでしまっているものと見られている。

## 言語
固有の言語はアラワク語族のレシガロ語であったが、今日ではコロンビアにおけるレシガロ語は消滅したものとみられており、話者はペルーに住む二人の兄妹または姉弟のみとされていた。そして2016年に女性の話者であるロサ・アンドラーデ・オカガネ（Rosa Andrade Ocagane）は何者かの手により惨殺されてしまった。

## 関連文献
- Casement, Sir Roger (1912). "Consul Casement's Report." In W.E. Hardenburg The Putumayo, the devil's paradise. Travels in the Peruvian Amazon regions and an account of the atrocities committed upon the Indians therein, pp. 264–338. London: T. Fisher Unwin.
- Crevels, M. (2007). "South America." In C. Moseley (ed.), Encyclopedia of the world's endangered languages, pp. 103–196. London: Routledge.
- Echeverri, Juan A. (1997). The people of the center of the world. A study in culture, history and orality in the Colombian Amazon. New York: New School for Social Research, Faculty of Political and Social Science ph.d. dissertation.